# Walter R. Booth
Walter R. Booth (* 12. Juli 1869 in Worcester; † 1938 in Birmingham) war ein britischer Zauberer und Filmemacher.

## Leben
Booth durchlief zunächst eine Ausbildung zum Porzellanmaler. Nebenbei betätigte er sich als Amateurzauberer, bis er sich in den 1890er Jahren der Zaubererkompanie an der Egyptian Hall in London anschloss. Ab 1899 produzierte er für Robert William Paul Trickfilme. Filme wie Devil in the Studio von 1901, The Voyage of the Arctic von 1903 und The ‘?’ Motorist von 1906 zeigen die Beeinflussung durch Georges Méliès. 1901 produzierte er außerdem mit Scrooge, or Marley’s Ghost und Mr. Pickwick's Christmas at Wardle's zwei der ältesten Weihnachtsfilme. 1906 ging er zur Charles Urban Trading Company in London, wo er sein eigenes Studie in seinem Garten in Isleworth eröffnete, mit Harold Bastick als Kameramann. 1906 entstand dort der erste britische Animationsfilm The Hand of the Artist, im Jahr darauf The Sorcerer´s Scissors und When the Devil Drives. Mit Werken wie The Airship Destroyer (1909) und The Aerial Submarine (1910) entwickelte er Proto-Science-Fiction-Geschichten mit Invasionsfantasien, die durchaus an Jules Verne denken lassen. Zwischen 1899 und 1916 produzierte er an die hundert Kurzkomödien und Fantasyfilmen. 1915 wechselte Booth in die Werbefilmbranche, wobei über den weiteren Verlauf seiner Arbeit wenig bekannt ist.

## Filmografie (Auswahl)
- 1900: A Railway Collision
- 1900: Kruger's Dream of Empire
- 1901: Devil in the Studio
- 1901: Scrooge, or Marley’s Ghost
- 1901: Mr. Pickwick's Christmas at Wardle's
- 1901: The Magic Sword
- 1901: The Haunted Curiosity Shop
- 1903: Extraordinary Cab Accident
- 1903: The Voyage of the Arctic
- 1906: The ‘?’ Motorist
- 1906: The Hand of the Artist
- 1907: The Sorcerer's Scissors
- 1907: When the Devil Drives
- 1909: Der Luftkrieg der Zukunft (The Airship Destroyer)
- 1910: The Aerial Submarine
- 1911: The Aerial Anarchists